# Powstyń (przystanek kolejowy)
Powstyń (biał. Паўстынь; ros. Повстынь) – przystanek kolejowy w pobliżu miejscowości Powstyń, w rejonie słuckim, w obwodzie mińskim, na Białorusi. Położony jest na linii Osipowicze – Baranowicze.